# Lhota (Lhota-Vlasenice)
Lhota (německy Lhota) je jižní část obce Lhota-Vlasenice v okrese Pelhřimov. V roce 2009 zde bylo evidováno 25 adres. V roce 2001 zde trvale žilo 25 obyvatel.
Lhota leží v katastrálním území Lhota u Kamenice nad Lipou o rozloze 3,01 km2.

## Další fotografie

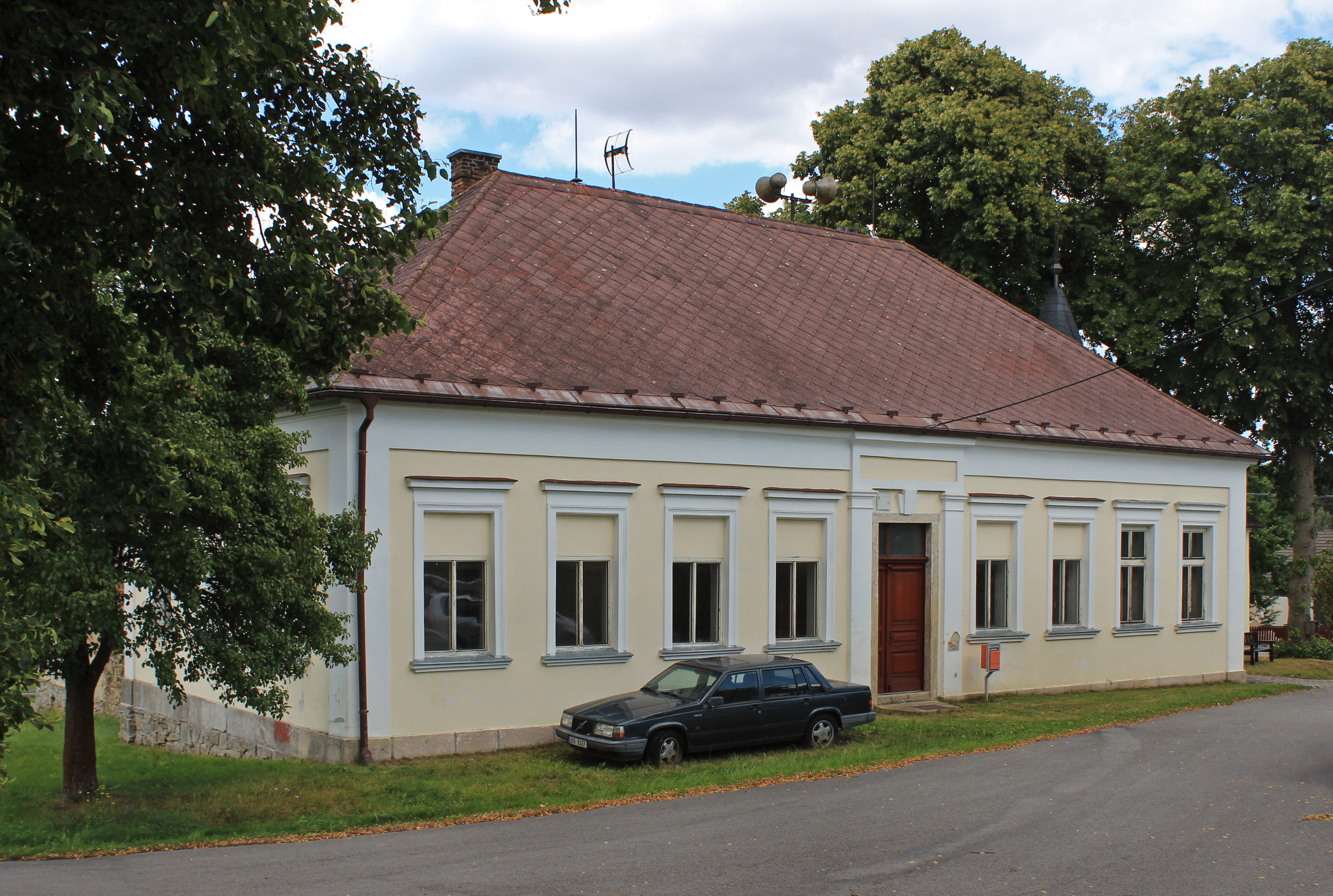
Bývalá škola
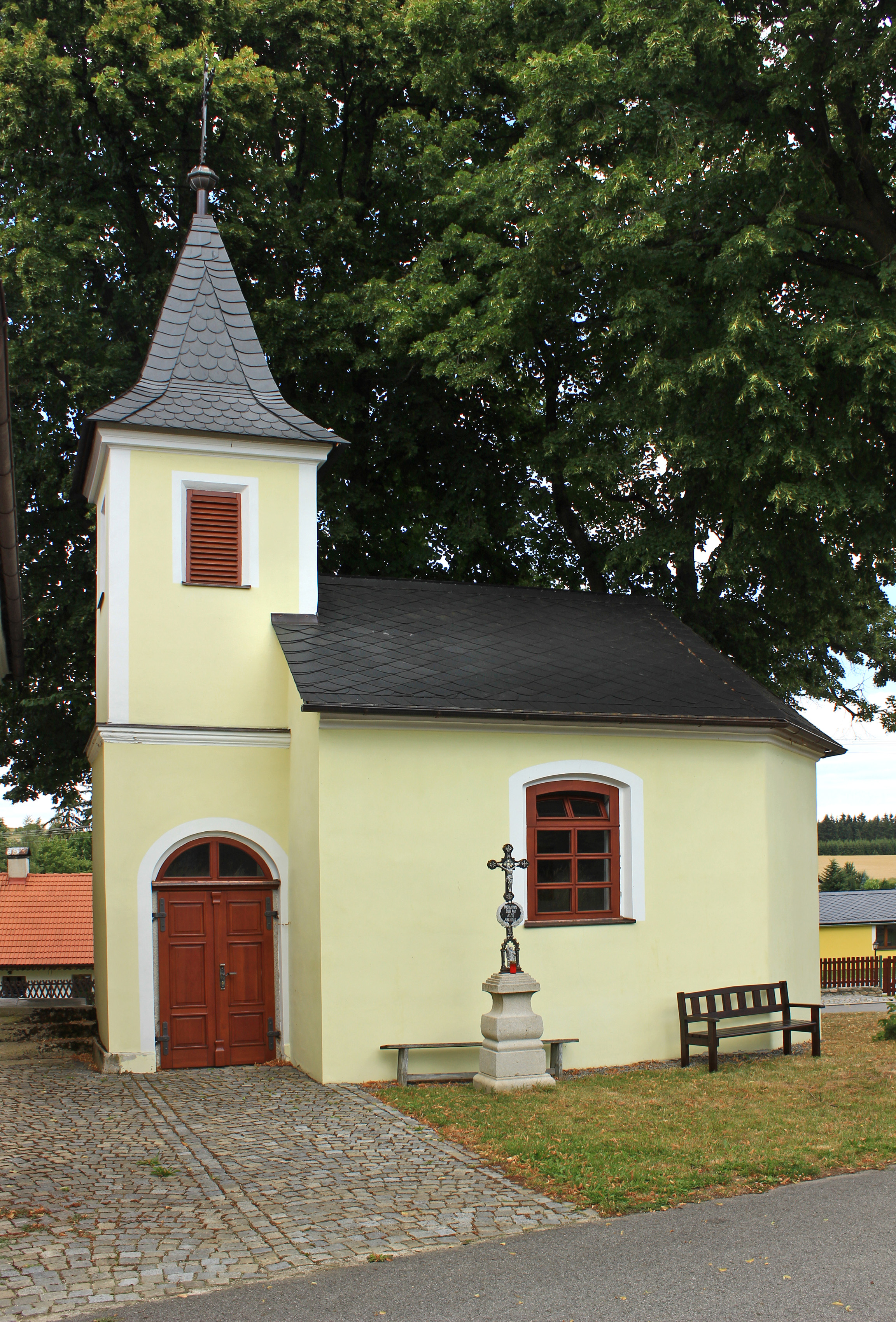
Kaple u školy
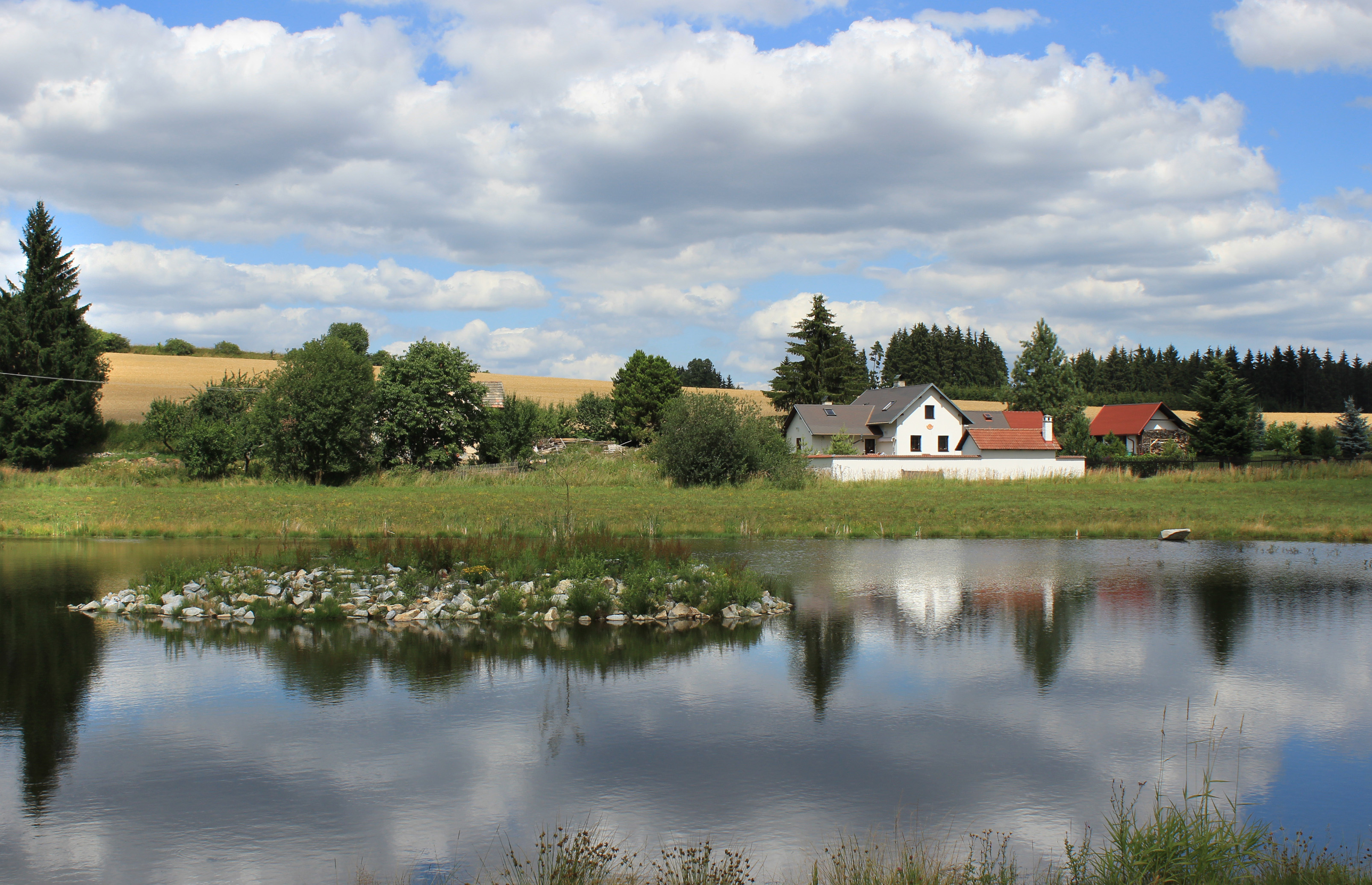
Rybník s ostrůvkem
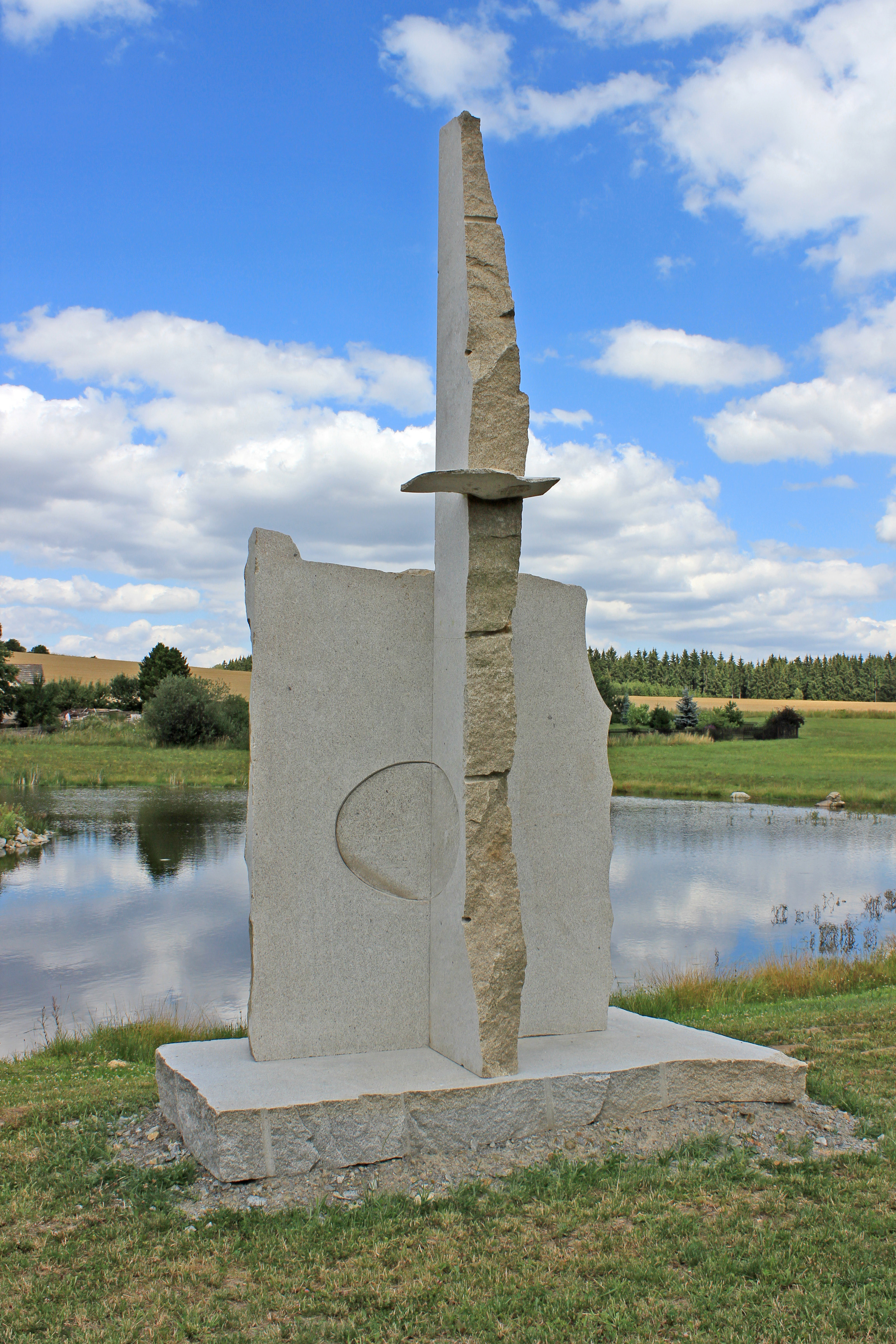
Skulptura u rybníka